# Phauloppia banksi
Phauloppia banksi är en kvalsterart som beskrevs av Marshall, Reeves och Norton 1987. Phauloppia banksi ingår i släktet Phauloppia och familjen Oribatulidae. Inga underarter finns listade i Catalogue of Life.